# Женска друштвена и политичка унија
Женска друштвена и политичка унија (енгл. Women's Social and Political Union) је организација која се борила да жена има право да се политички изражава и гласа на изборима. Организација је основана у Енглеској од породице Панкхерст (енгл. Emmeline Pankhurst). Главни лидер организације је Емелин Панкхерст. Пожртвованост организације ишла је до мученичког гладовања и патње по затворима у циљу добијања политичких права жена. Самоубиство Емили Дајвисон, која се бацила под ноге коња у власништву краља Џорџа V показује спремност да се и живот да за идеју али и симболички приказ да је жена прегажена у енглеском друштву и без икаквих права.
Када сви мировни напори за добијања права залагањем у Викторијанском периоду нису уродили плодом, јер је и сама краљица Викторија била против суфражеткиња, Женска друштвена и политичка унија се окренула милитаризму да би скренули пажњу на неравноправност. Године 1908. чланови организације започињу кампању уништавање имовине да би стекли максимални публицитет. Њихове активности су обухватале сипање киселине у поштанске сандучиће, разбијање прозора, уништавање уметничких дела у галеријама, чупање траве на голф теренима а једна суфражеткиња је демолирала премијеров аутомобил.
Историјско питање, да ли је њихово милитантно деловање оправдано или не, дебата је у научним круговима. Са ове временске дистанце, једно је сигурно, а то је, да су остварили своја политичка права. Питање да ли би исто добили и мирним путем и да ли је добро ишта добити насилним путем, остаје вечита дебата.